# Vitória Pais Freire de Andrade
Vitória Pais Freire de Andrade (Ponte de Sor, 20 de enero de 1883-Lisboa, 7 de diciembre de 1930) fue una profesora y feminista portuguesa que jugó un papel importante en el Conselho Nacional das Mulheres Portuguesas (Consejo Nacional de Mujeres Portuguesas) en la década de 1920. También fue conocida por su lucha por la abolición de la prostitución y su campaña contra las corridas de toros en Portugal.

## Biografía
Vitória Pais Freire de Andrade Madeira nació el 20 de enero de 1883, en Ponte de Sor en el distrito de Portalegre de Portugal. Era hija de Arsenia Maria Mineira y de José Albertino Freire de Andrade, maestro de escuela primaria. En 1903, a los 20 años y ya casada con Manuel Joaquim Madeira, comerciante de Portalegre, ingresó en la Escuela normal de esa localidad habiendo comenzado ya a impartir clases en varias escuelas primarias cercanas a su casa.
Fue profesora de profesión y desempeñó un papel didáctico más allá de las aulas, llevándolo a la vida asociativa y cívica. Era muy apreciada por sus compañeros maestros de primaria. Concienciada con el bienestar de su comunidad, se comprometió a luchar contra la prostitución y su regulación por parte del Estado, y encabezó el movimiento por la extinción de las corridas de toros.

### Feminismo
A una edad temprana, Freire de Andrade, quien rara vez usaba el apellido de su esposo y a menudo se llamaba simplemente, Vitória Pais, comenzó a demostrar su apoyo a las causas feministas, uniéndose a la Liga das Mulheres Republicanas (Liga Republicana de Mujeres Portuguesas), donde ella colaboró en la publicación de la revista de la Liga, A Mulher e a Criança (La madre y el niño), que se publicó de abril de 1909 a mayo de 1911 y más tarde en el periódico, A Madrugada (El amanecer), que fue editado por la Liga das Mulheres Republicanas entre 1911 y 1918. En 1912, también participó activamente en una campaña para prohibir la venta de tabaco y alcohol a menores. Durante ese  período, se unió a la Asociación de Profesores de Portugal y ayudó a animar a otros profesores a unirse. También fue miembro de la Asociación de Propaganda Feminista (APF), y desde 1015, responsable de la publicación de su periódico, A Semeadora.
Como otros activistas, Freire de Andrade se convirtió en francmasona en 1916. Durante la Primera Guerra Mundial se trasladó con su marido a la capital portuguesa de Lisboa, donde se matriculó en el Curso de Enfermería organizado por la Cruzada de Mujeres Portuguesas (CMP), y fue formada por Sofia Quintino. Tras aprobar el examen, prestó ayuda a los soldados heridos que habían regresado a Lisboa. A principios de la década de 1920, se incorporó al Conselho Nacional das Mulheres Portuguesas. Hizo campaña contra la prostitución y por la mejora de la educación disponible para las niñas. Fue Presidenta de la Asamblea General del Consejo en 1923 y 1925 y Tesorera del Consejo en 1926, además de tener un papel activo en varias de las comisiones (grupos de trabajo) creadas por el Consejo. Formó parte del comité organizador del Primer Congreso Feminista y de Educación de la CNMP, que se realizó en 1924 para celebrar su décimo aniversario, e hizo una presentación al Congreso sobre la "Influencia de los espectáculos públicos en la educación". Su comité organizador fue presidido por Adelaide Cabete y durante el congreso, además de la propia Freire de Andrade, intervinieron otras activistas feministas como Deolinda Lopes Vieira, Maria O'Neill o Maria Isabel Correia Manso.

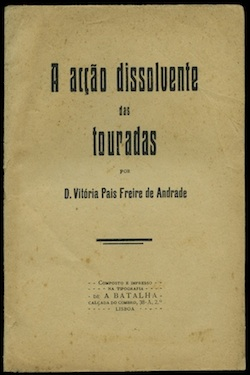
La acción disolvente de las corridas de toros, Vitória Pais de Freire Andrade, 1925

### Oposición a la tauromaquia
Centrándose no solo en el feminismo, Freire de Andrade también luchó en defensa de los animales, abogando por el fin de las corridas de toros en Portugal, para lo que publicó en 1925 un artículo titulado A acção dissolvente das touradas (Acción para acabar con las corridas de toros), donde mostró especial preocupación por la exposición de los niños a la violencia del espectáculo taurino. También se incorporó, en la década de 1920, al consejo editorial de la revista Educação Social. Durante ese mismo período, asistió a algunos cursos en la Facultad de Artes de la Universidad de Lisboa y se matriculó en la Escuela Normal de Lisboa, donde se convirtió en presidenta de la Asociación de Estudiantes. En 1925, representó a la CNMP en el comité organizador de la primera Semana da Criança (Semana del Niño), organizada por la Asociación de Maestros.
Freire de Andrade murió el 7 de diciembre de 1930 en su casa de Lisboa. En un obituario, Deolinda Lopes Vieira recordó que había sido una "defensora entusiasta de una educación moderna, científica y libre de dogmas", con "espíritu lúcido y abierta a todas las ideas de progreso y libertad".

## Obra
- 1925, A Acção dissolvente das touradas, Lisboa : Tip. Batalha